# Madison County (Mississippi)
Madison County is een county in de Amerikaanse staat Mississippi.
De county heeft een landoppervlakte van 1.857 km² en telt 74.674 inwoners (volkstelling 2000). De hoofdplaats is Canton.

## Bevolkingsontwikkeling

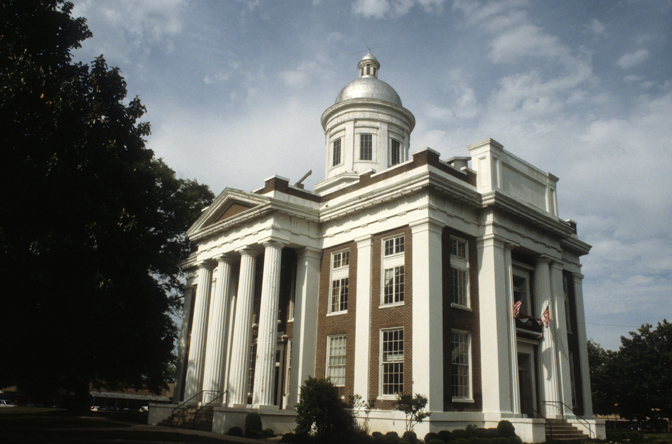
Madison County Courthouse